# Джо Чірелла
Джозеф Чірелла (англ. Joseph Cirella; 9 травня 1963, м. Гамільтон, Канада) — канадський хокеїст, захисник. В.о. головного тренера «Калгарі Ренглерс» у Американській хокейній лізі (АХЛ).  
Виступав за «Ошава Дженералс» (ОХЛ), «Колорадо Рокіз», «Нью-Джерсі Девілс», «Квебек Нордікс», «Нью-Йорк Рейнджерс», «Флорида Пантерс», «Мілвокі Адміралс» (ІХЛ), «Оттава Сенаторс», «Кельнер Гайє».
В чемпіонатах НХЛ — 828 матчів (64+211), у турнірах Кубка Стенлі — 38 матчів (0+13).
У складі молодіжної збірної Канади учасник чемпіонату світу 1983.
Досягнення
- Чемпіон ОХЛ (1983)
- Бронзовий призер молодіжного чемпіонату світу (1983)
- Учасник матчу всіх зірок НХЛ (1984)

Тренерська кар'єра
- Асистент головного тренера «Флорида Пантерс» (1997–98, НХЛ)
- Асистент головного тренера «Ошава Дженералс» (1997–04, 2010–12 ОХЛ)
- Асистент головного тренера «Пітерборо Пітс» (2009–10 ОХЛ)
- Асистент головного тренера «Су-Сент-Марі Грейхаундс» (2012-18 ОХЛ)
- Асистент головного тренера «Стоктон Хіт» (2018-22 АХЛ)
- Асистент головного тренера «Калгарі Ренглерс» (2022-24 АХЛ)
- В.о. головного тренера «Калгарі Ренглерс» (3 2024 АХЛ)

Родина
Брат Кармін, теж колишній хокеїст.